# Adriaan Hoecken

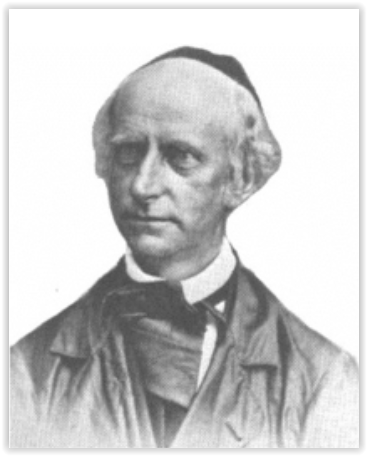
Adriaan Hoecken (1815-1897)

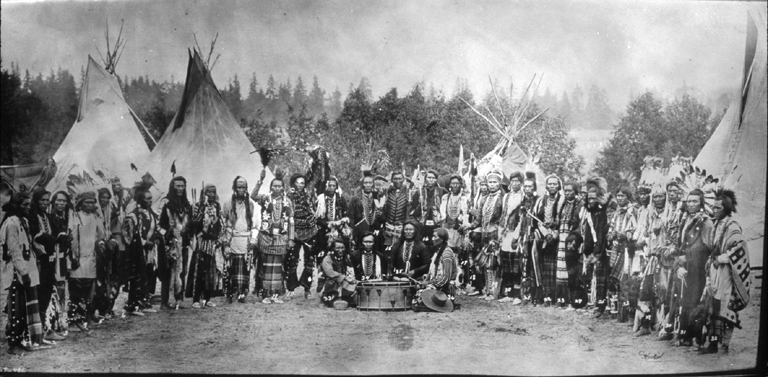
Salish-nederzetting vlakbij St.Ignatius Mission, Flathead Reservation, Montana, 1903

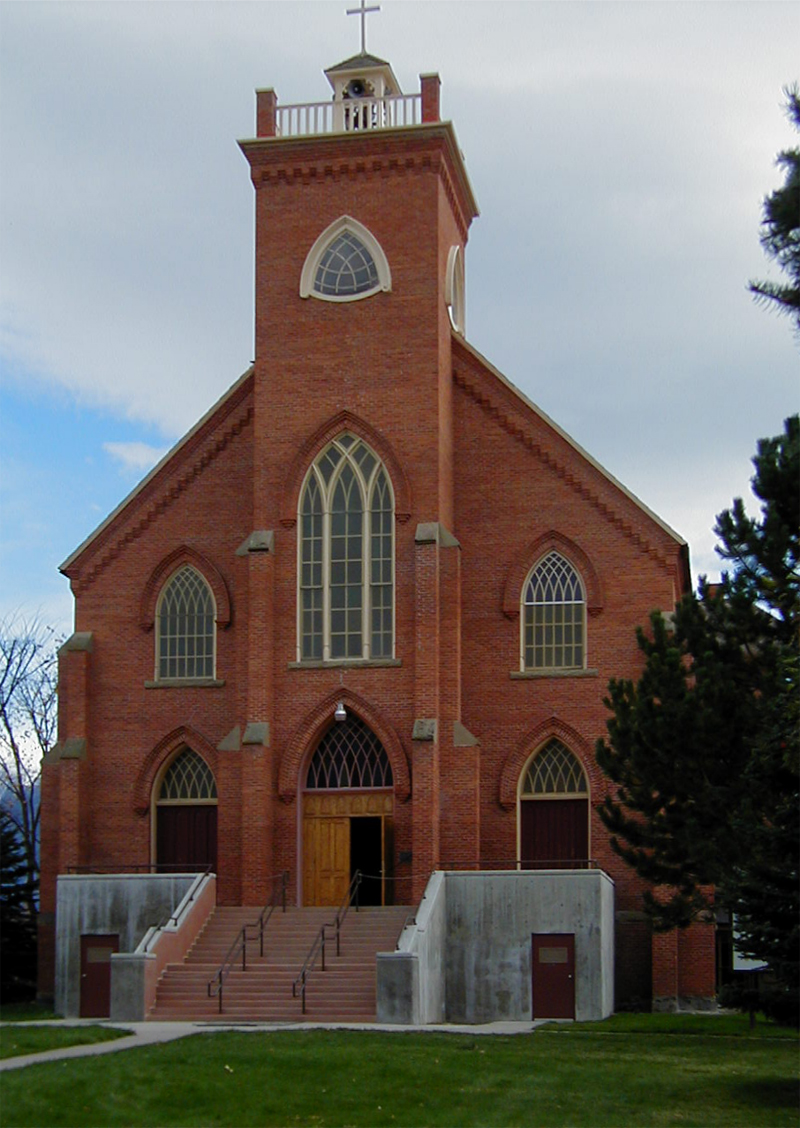
St Ignatius kerk, Montana, 2005

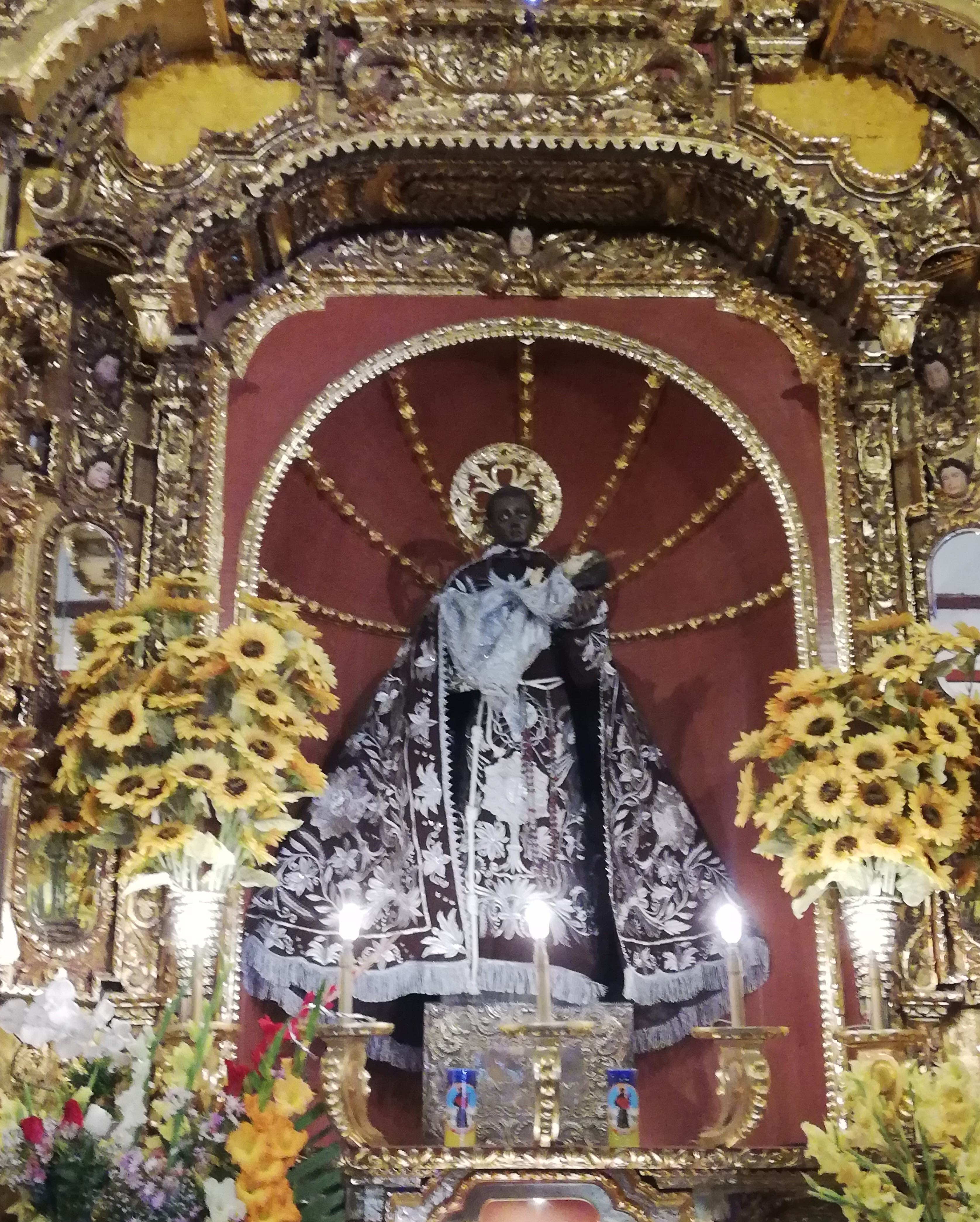
Benedictus de Afrikaan (altaar in Lima, Peru)

Adrianus Hoecken (Tilburg, 1815 – Milwaukee, 1897) was een Nederlands Rooms-katholiek priester en missionaris van de orde der jezuïeten, die -net als zijn oudere broer Christiaan- in de Verenigde Staten bij verschillende inheemse volken heeft gewerkt. Adriaan was een reisgenoot van de Vlaming Pieter-Jan De Smet.

## Vroege jaren
Hoecken werd geboren te Tilburg op 18 maart 1815 als vierde kind van Jacobus Hoeken en Johanna Vermeer. Het gezin telde drie zonen en drie dochters. De Hoeckens hadden een kruidenierswinkel en waren zeer religieus ingesteld. Adriaan volgde onderwijs op de seminaries Beekvliet (1830) en Herlaar (1835). Op 24 maart 1839 werd hij tot diaken gewijd in Roosendaal.
Kort daarop volgde hij zijn oudere broer Christiaan die reeds als missionaris in de V.S. werkzaam was. Adriaan werd naar New York gestuurd. Het doel (van de vele Brabantse missionarissen in die tijd) was om de 'Indianen' het christelijk geloof over te brengen en de zwakke positie van de katholieke kerk in Noord-Amerika te versterken. Adriaan begon als novice aan het St Stanislaus seminarie in Florissant, Missouri, op 2 december 1839. Hij ontmoette er zijn broer, die hem enkele maanden vergezelde.

## Onder de volkeren
In 1842, na zijn priesterwijding in de kathedraal van St. Louis, werd Adriaan Hoecken op missie gestuurd naar Kansas, waar Christiaan reeds een missiepost leidde onder de Potawatomi. In een brief aan zijn ouders (5 juli 1842) verzocht Adriaan 1.000 gulden te sturen om een molen te bouwen.
In 1844 reisde Hoecken over de Rocky Mountains (in het westen van de VS) naar Oregon Country om zich te voegen bij de missie die Pieter-Jan De Smet daar in 1840 was begonnen. Hoecken werkte eerst onder de Kalispel in de Kalispel-vallei. Daarna bezocht hij andere inheemse volken in hedendaags Montana, Washington en Oregon. De meeste tijd bracht hij door in en rond het gebied wat later het Flathead-reservaat zou gaan worden ('Plathoofdindianen').
Hoecken leefde en werkte een onafgebroken periode van negentien jaar onder de inheemse volkeren, van 1842 tot 1861, met name onder de Flathead, de Blackfoot en de Miniconjou. Zes jaar lang zelfs zag Hoecken "geen enkele blanke man, behalve één broeder" (Daniel Lyon). Adriaan gebruikte graag de uitdrukkingen van de inheemsen, maar trad niet erg naar buiten. Hij was avontuurlijker ingesteld dan zijn broer Christiaan maar rapporteerde nauwelijks aan zijn kerkelijke autoriteiten. Zijn brieven zijn ook minder religieus getint.
Samen met De Smet richtte Adriaan Hoecken voor de 'plathoofdindianen' de missiepost St. Ignatius op. In 1854 verhuisde hij deze post naar de huidige locatie in Montana. Tot 1861 bleef Hoecken aan deze missiepost verbonden.  Gedurende deze tijd stond St. Ignatius bekend als "de meest beschaafde en geavanceerde" van alle missiesposten. De huidige kerk aldaar is van later datum (1893).
Op verzoek van gouverneur Isaac Stevens van Washington Territory trad Hoecken in 1855 op als tolk in Missoula (Montana) bij de onderhandelingen die leidden tot het Hellgate-verdrag. Deze onderhandelingen met de Bitterroot Salish-, Kalispel- en Kootenai- stammen gingen gepaard met enorme interculturele miscommunicatie. Hoecken schreef dat de communicatie zo slecht was dat "geen tiende van wat er werd gezegd door beide partijen werd begrepen". In een brief praatte Hoecken De Smet bij over het stamhoofd van de Kalispel, Etsowish-simmegee-itshin (Grizzly Bear Standing), die in 1843 al was gedoopt door De Smet.
In 1859 richtte pater Hoecken samen met broeder Vincent Magri nog een missiepost op aan de rivier de Teton, ten zuidoosten van de huidige stad Choteau (St. Peters Mission). De twee mannen bouwden drie blokhutten en kregen daarna gezelschap van pater Camillus Imoda. Toch moesten ze deze plek in 1860 alweer verlaten. Ze herplaatsten hun post naar Sun River, 13 km stroomopwaarts van Fort Shaw, bij het huidige Simms.

## Andere betrekkingen
Vermoeid van zijn inspanningen nam Hoecken in november 1860 een paar maanden rust in het jezuïetencollege van Santa Clara in Californië. In een brief aan zijn familie in Nederland (dat wil zeggen aan zijn twee broers en twee zussen; zijn ouders waren al overleden, evenals zijn broer Christian in 1851) schreef hij: "Alles ziet er hier nieuw voor mij uit, de witte gezichten, de kleding, de taal, de bakstenen huizen, de voorraadkamers vol met nieuwe dingen in alle opzichten. Alles is nog zo vreemd, alsof ik uit een andere wereld kom. Ik zie hier appels en peren die ik de afgelopen achttien jaar niet heb gezien."
Teruggekeerd naar het oosten van de V.S. bekleedde Hoecken verschillende functies. Eerst werd hij als pastoor aangesteld bij de Osages in Kansas. In 1865 werd hij naar het jezuïetencollege St. Xavier in Cincinnati gestuurd. Hoecken diende ook als pastoor in St. Ann's Church, in 1866 opgericht voor de Afro-Amerikanen in Cincinnati. In deze kerk hing Hoecken een schilderij op van St. Benedict the Moor, een patroonheilige van mensen van Afrikaanse afkomst. Maar die moest hij van zijn meerderen direct weer verwijderen, want een zwarte heilige dat kon niet. Verder bracht Hoecken regelmatig bezoeken aan de gevangenissen in de staat Ohio.
Om zijn takenpakket te verlichten werd Hoecken in 1880 overgeplaatst naar St. Charles. Drie jaar later ging hij naar Parsons en in 1886 naar Milwaukee, waar hij pastoor was in de St. Gall's Church. Hoecken stierf op 82-jarige leeftijd, op 19 april 1897. Hij is begraven op de Calvariebegraafplaats in Milwaukee.